# Homer (Lokve)
Pour les articles homonymes, voir Homer.
Homer est une localité de Croatie située dans la municipalité de Lokve, comitat de Primorje-Gorski Kotar. En 2001, la localité comptait 290 habitants.

## Démographie
| 1948 | 1953 | 1961 | 1971 | 1981 | 1991 | 2001 |
| ---- | ---- | ---- | ---- | ---- | ---- | ---- |
| 261  | 837  | 399  | 353  | 359  | 330  | 290  |